# Цирибушево
Цирибушево — деревня в Спировском районе Тверской области России. Входит в состав Выдропужского сельского поселения.

## География
Деревня находится в центральной части Тверской области, в зоне хвойно-широколиственных лесов, в пределах Вышневолоцкой зандровой низины, при реке Малая Тигма, у автодороги 28К-1549.

### Климат
Климат характеризуется как умеренно континентальный. Среднегодовая температура воздуха — 3,5 °C. Средняя температура воздуха самого холодного месяца (января) — −10,3 °C (абсолютный минимум — −49 °C), средняя температура самого тёплого (июля) — 17,4 °С (абсолютный максимум — 35 °С). Годовое количество атмосферных осадков составляет 575—600 мм, из которых большая часть выпадает в тёплый период. Среднегодовая скорость ветра — 4,5 м/с, варьирует от 5,3 м/с в ноябре до 3,4 м/с в августе.

## История
Первое письменное упоминание о деревне содержится в Переписной окладной книге за 1583 год. «в Егорьевском погосте в Мокрынях…сельцо Чурибышево на речке на Тигоме.»
По данным карты Менде Тверской губернии 1853 года деревня имела 70 дворов и носила имя Цырыбушева
По данным «Списка населённых мест Вышневолоцкого уезда» 1859 года деревня Цырибушево, казённая, при реке Тигомке, расположенная в 35 верстах от уездного города, в 15 верстах от станового квартала,  имела 74 двора, в которых проживало 186 душ мужского пола и 213 душ женского.
В начале XX века деревня входила в Домославльскую волость Вышневолоцкого уезда.
По состоянию на 12 июня 1929 года деревня была центром Цирибушевского сельсовета Спировского района.

## Население
| 1859 | 2002 | 2010 |
| ---- | ---- | ---- |
| 399  | ↘67  | ↘49  |

## Известные жители, уроженцы
- Валентина Ивановна Гаганова — Герой Социалистического Труда. Бригадир прядильной фабрики Вышневолоцкого хлопчатобумажного комбината. Член ЦК КПСС (1961—1971).
- Журавлёв, Александр Фёдорович (1903—1955) — советский хозяйственный, государственный и политический деятель.

## Инфраструктура
Личное подсобное хозяйство с зоной сельскохозяйственного использования, индивидуальная застройка усадебного типа.
Основа экономики — сельское хозяйство.

## Транспорт
Деревня доступна автотранспортом. Остановка общественного транспорта «Цирибушево».